# スズキ・スイフト (HT型)
HT51S型スイフト (SWIFT) は、スズキが2000年から2005年にかけて製造・販売していたハッチバック型コンパクトカー。
スズキは2005年以降も（正確には2004年から）同一車名の「スイフト」（ZC型）を販売しているが、HT型とZC型ではコンセプトが大きく異なり、スズキの公式サイトには2004年登場のZC11S型を「スイフトの初代モデル」と記していることを踏まえ、別項目として記す。

## 概要
1999年に生産を終了したカルタスハッチバックと同カテゴリながら、ワゴンR+のプラットフォームを用い、Keiと同じサイドパネルやドアを用いたクロスオーバーSUV風のサブコンパクトカーとして登場し、廉価性を強調した販売がなされた。
日本国外ではAA44S系カルタスが「スイフト」として併売されていたため、本車種は「イグニス（IGNIS）」の名称で販売された。2003年以降、欧州仕様はハンガリーのマジャールスズキで製造され、ボディ後部を延長した独自のボディに切り替えられた（フロント周りとリアクオーターは姉妹車の初代シボレー・クルーズと似たデザインとなる）。なお、このモデルは2003年から2007年まで富士重工業にG3XジャスティとしてOEM供給されていた。

## 年表
- 2000年
  - 1月24日 - スイフト（HT51S型）発表（発売は2月9日）。エンジンにはVVTを採用し、65 kW（88馬力）を発生する1,300 cc、直列4気筒 DOHC 16バルブのM13A型ガソリンエンジンが搭載されている。当初は「SE」・「SG」・「SX」の3グレードで4速ATのみの展開。なお、2001年（平成13年）から参戦したJWRCのベース車両としても使われた[注釈 2]。
  - 5月25日 - スズキ創立80周年を記念し、「SG」をベースにエアロパーツを装着し、よりスポーティな外装とした「80周年記念車 SGエアロ」を発売。
  - 9月1日 - 基本装備を充実しながら、82.3万円（2WD・5MT・税抜車両本体価格）からのお買い得価格に設定した新グレード「SE-Z」を発売。「SE-Z」では、新たに5速MT車を設定する。
- 2001年1月18日 - スポーティな外装と上級装備を備えつつ、お買い得価格に設定した新グレード「21世紀記念スペシャル SGエアロII」を発売。
- 2002年
  - 1月21日 - 一部改良。2DIN規格のオーディオスペースが上部に変更された。また、グレード体系を「SE-Z」と「SG」の2グレードに整理した上で、「SE-Z」は新たにパワーウィンドウ、フルホイールキャップ、オーディオを装着しながら価格を従来車より3万円高に、「SG」はフォグランプ、スモークガラスなど装備を充実しつつ、価格を従来車より1万円高にそれぞれ抑えた。また、フロントグリルのエンブレムを小型車専用の共通エンブレムに変更。
  - 6月6日 - エアロパーツやアルミホイールを装着し、よりスポーティーな外観とした特別仕様車「SF」を発売。同日にお買い得グレード「SE-Z」を一律6.3万円値下げし、最低価格が79万円からとなる。

これ以降、日本では他のコンパクトカーはおろか一般的な軽自動車をも下回る最低価格「79万円」（税抜車両本体価格）を売りに販売が行われ、競合他車種よりも安価であったこともあり、事業所や官公庁向けの公用車やパトカー（主に交番・駐在所配置）として全国的に導入された。
- 2003年
  - 6月12日 - 一部改良。フロントグリル[注釈 3]・フルホイールキャップのデザインを一新。内装も変更され、4WD・4AT車を除き「超-低排出ガス車（☆☆☆）」認定を取得。また、特別仕様車として発売していた「SF」がカタロググレードに昇格し、「SG」に代わって、電動格納式リモコンドアミラー、CDステレオなどを装備した上級グレード「SG-X」を新設定。
  - 12月12日 - お買い得グレード「SE-Z」をベースに、装備をよりいっそう充実させた特別仕様車「Lリミテッド」を発売。
- 2004年
  - 5月12日 - お買い得グレード「SE-Z」をベースに、装備をよりいっそう充実させた特別仕様車「LリミテッドII」を発売[注釈 4]。
  - 11月[4] - ZC11S系スイフトの登場に伴い生産終了。在庫対応分のみの販売となる（従って、一時的に「HT型スイフト」と「ZC型スイフト」が併売されていたことになる）。
- 2005年5月 -在庫対応分が完売し販売終了。

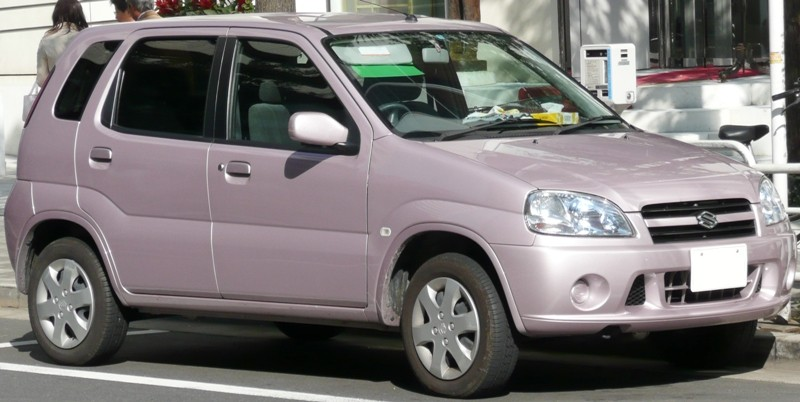
後期型
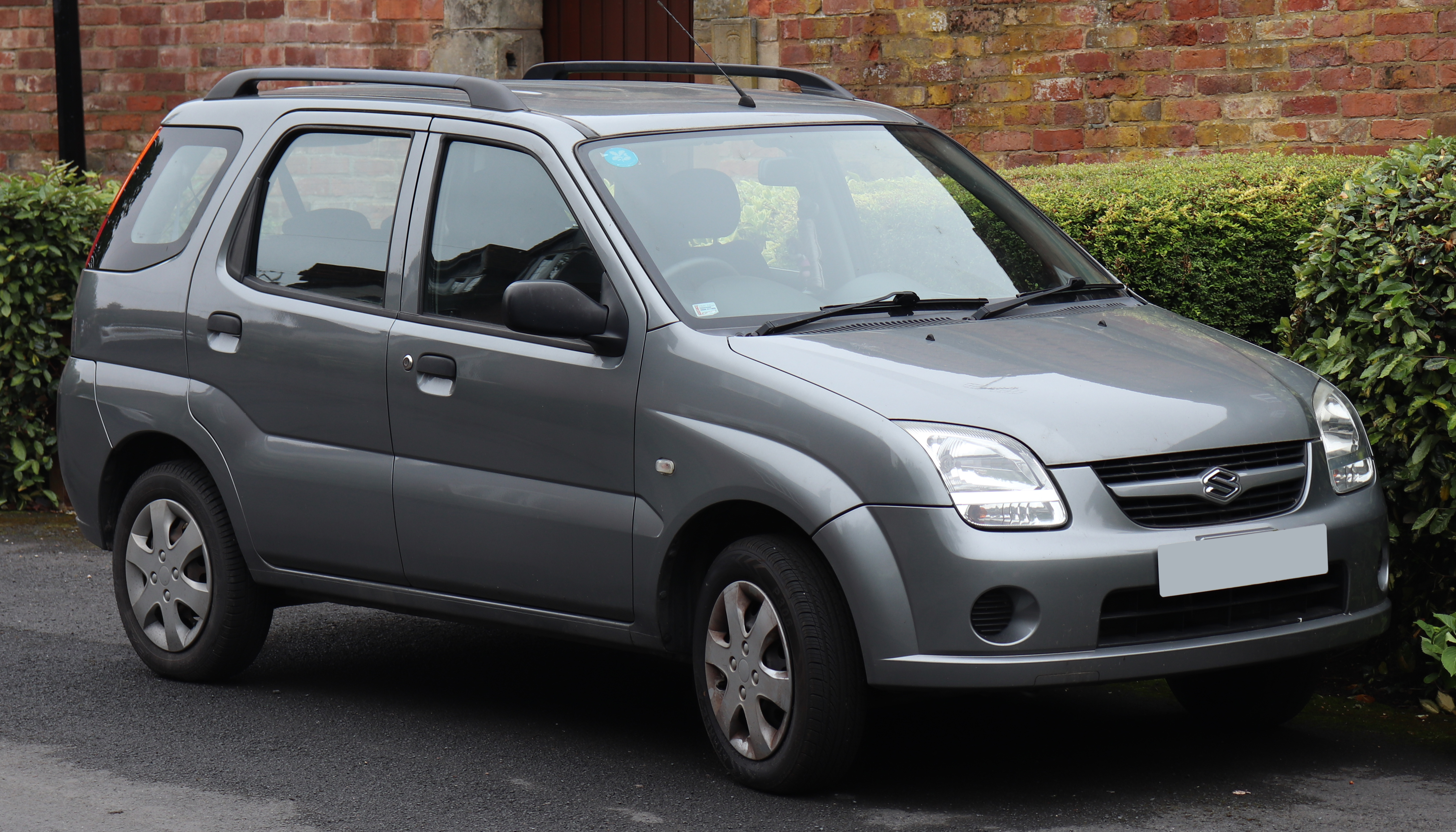
欧州仕様イグニス
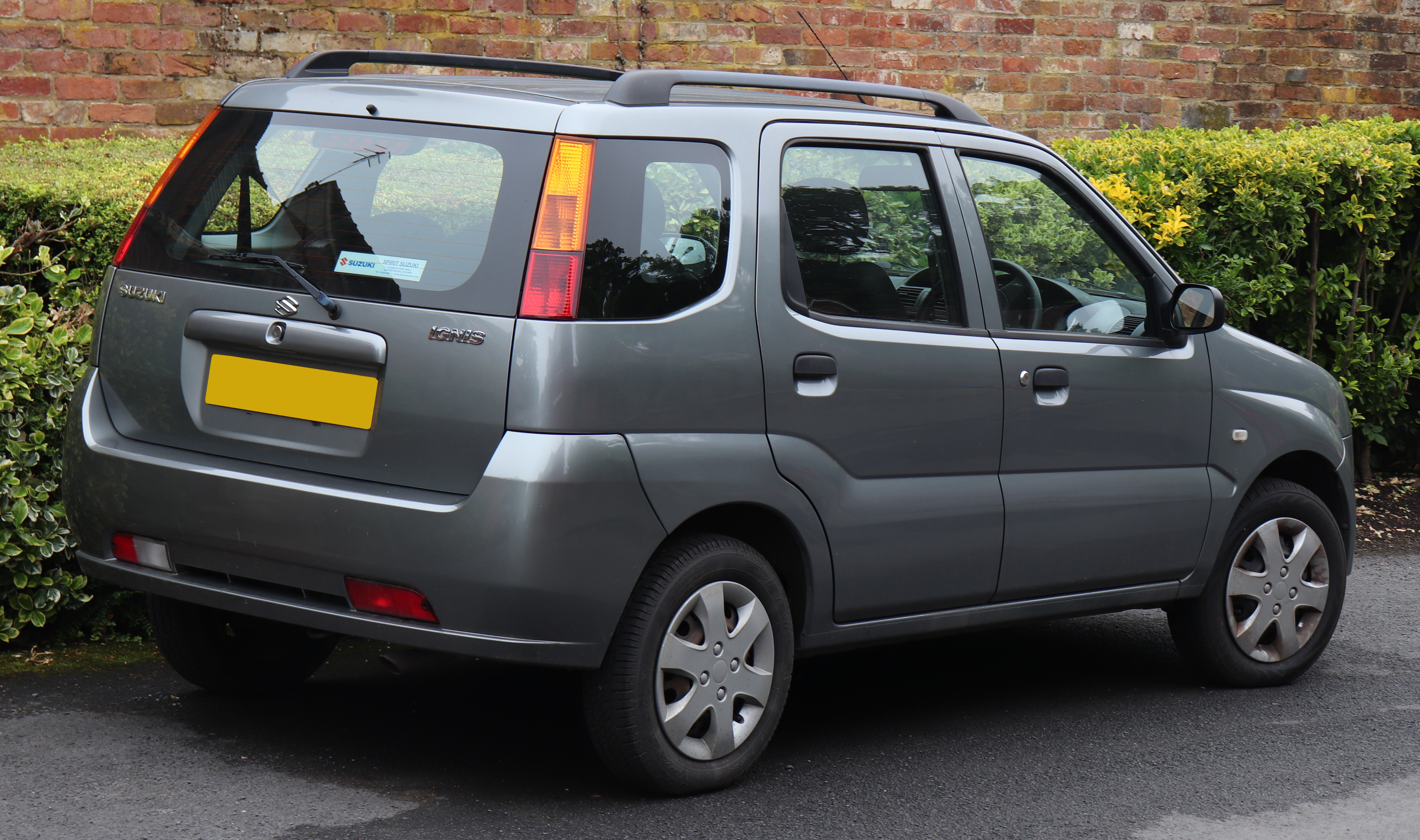
欧州仕様イグニス

## スイフトスポーツ
2003年（平成15年）6月12日、ベース車の一部改良と同時に発売。ボディは3ドアハッチバックのみ。
オーバーフェンダー、フロントスポイラー、大型リヤスポイラー含むエアロパーツや、車体剛性を増すボディ下面のパフォーマンスロッド、レカロシートを装備する。アルミ鍛造ピストンへ変更のうえ高圧縮比化・ハイオク化され、軽量な樹脂製インテークマニホールドを採用した1.5 L自然吸気エンジン（M15A）はスイフトスポーツ専用で、同じく専用チューニングが施されたECUによって85 kW（115馬力）を発揮する。さらに、クロスレシオトランスミッション、専用サスペンション、リヤブレーキのディスク化（4輪ディスク。標準車のリヤはドラム）、240 km/hスケールのスピードメーター（ホワイトタイプ）など、標準車とは全く異なる内容となった。
このような本格的スポーツモデルにもかかわらず、税別119万円という他のコンパクトカーの標準グレードなみの低価格であった。また、コストアップを極力抑えるため、グレード設定は5速MTのみであり（類別区分を減らすことで形式認定にまつわる費用を削減）、エアコンは装備するもののオーディオをレス仕様とするなど、モータースポーツベース車に近い内容である。
ZC11S系スイフト発売以降も併売されたが、2005年（平成17年）9月に生産・販売を終了した。
新車販売価格は119万円だった 。

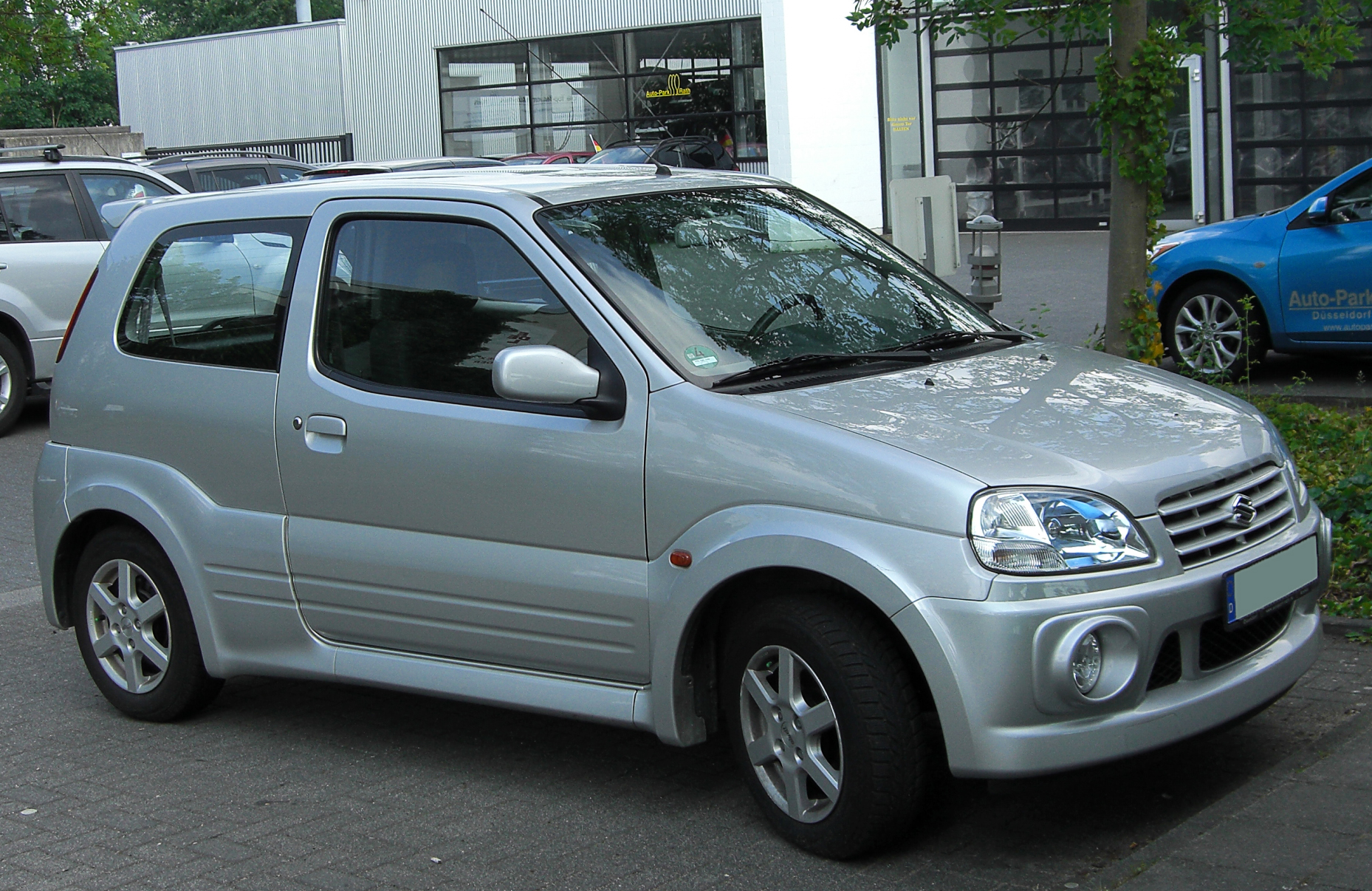
欧州仕様イグニススポーツ
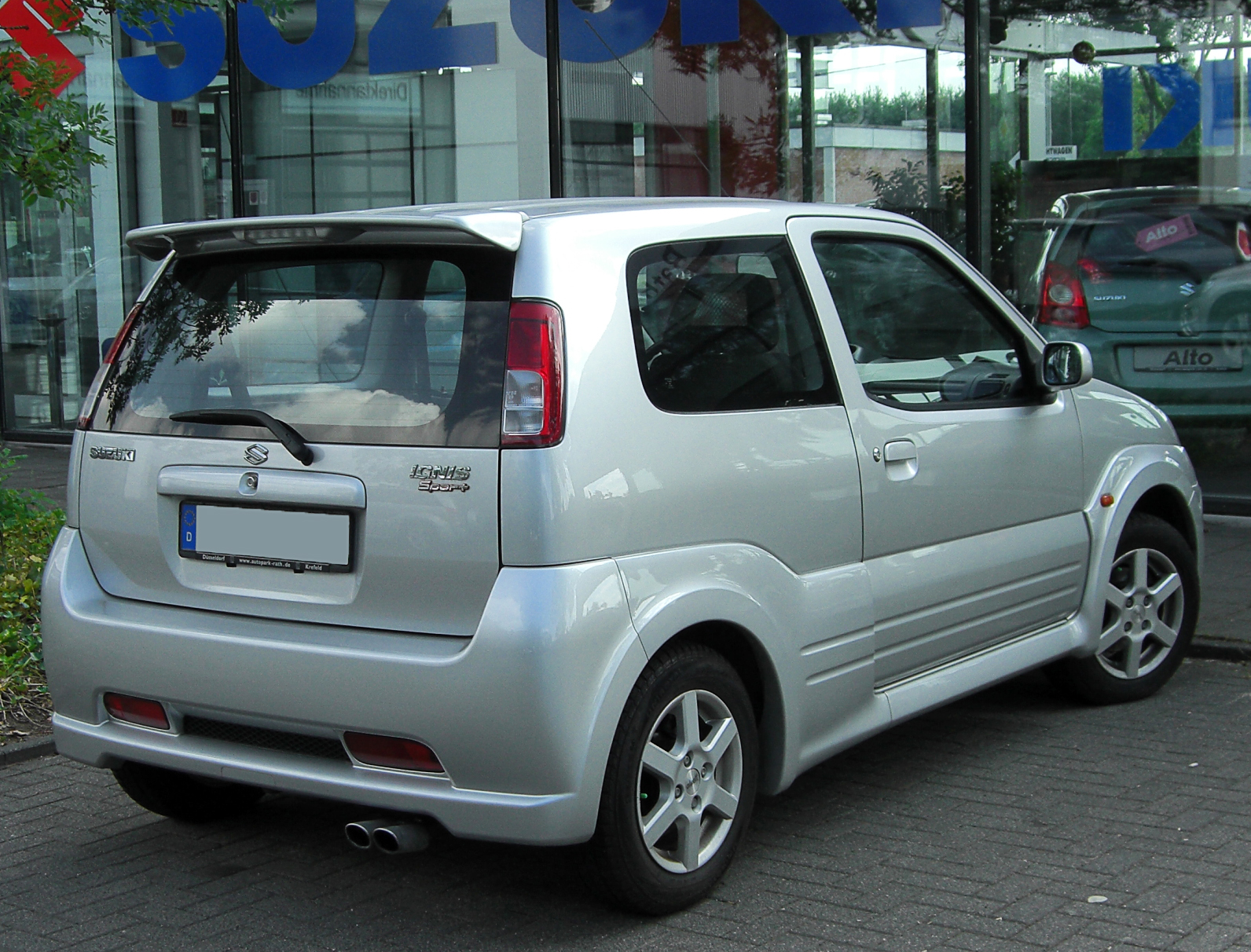
欧州仕様イグニススポーツ
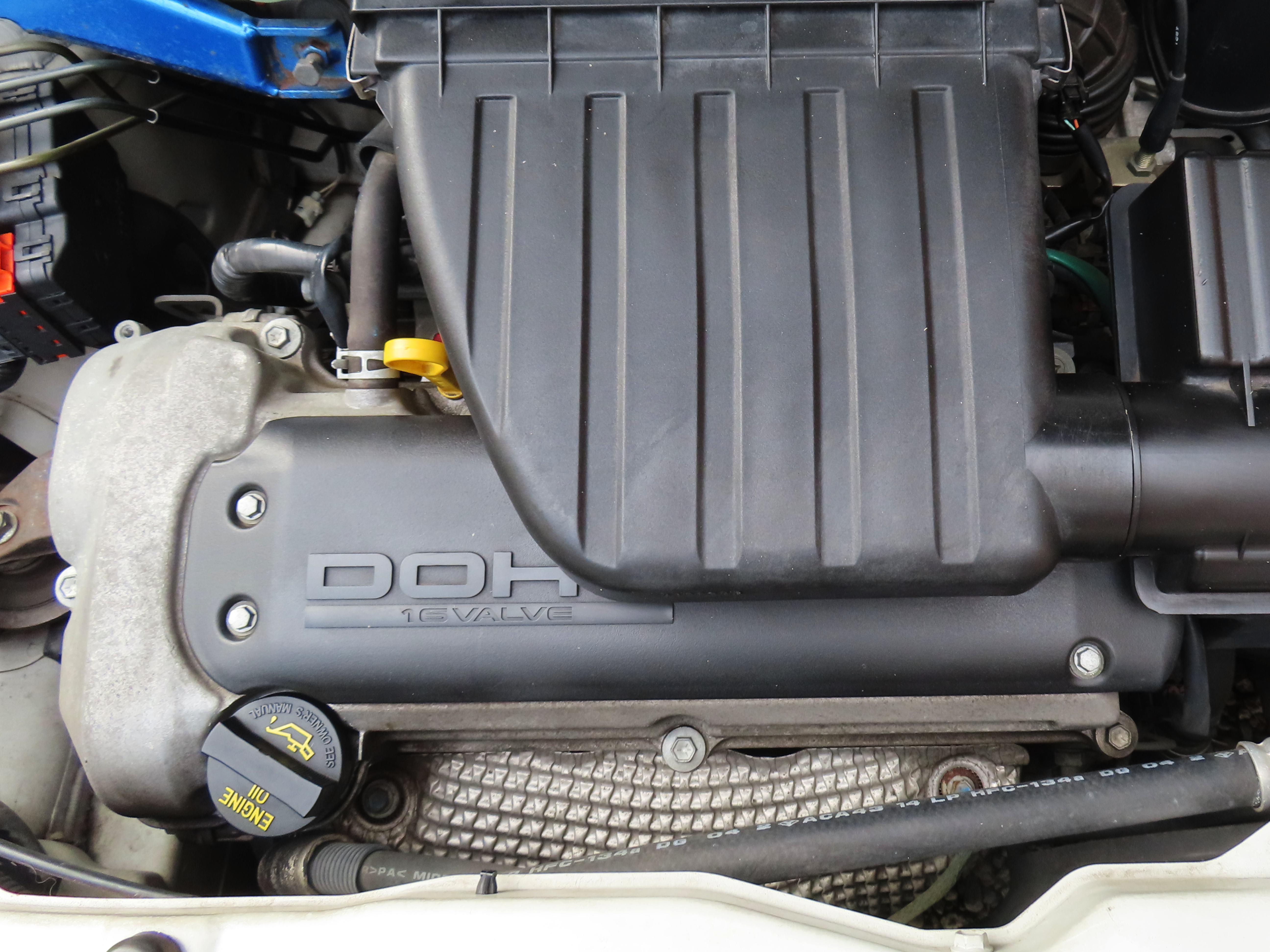
M15A型エンジン（日本仕様車）

## モータースポーツ
WRCの最下位クラスに位置するJWRCは現在R2車両のワンメイクであるが、スイフトの活躍した2010年まではグループA・クラス6、スーパー1600と呼ばれる最大1,640 ccの自然吸気エンジン搭載のFF車をベースとした車両のマルチメイクであった。⌀60 mmの吸気リストリクター採用、エンジンの最高出力発生回転数は9,000回転を下回ることと定められ、車両最低重量は950 kg（後に改定され1,000 kg）。そのため、各マシンの性能差が出にくくなっていた。車両販売価格は10万ドル以下で、カーボンなどの特殊な素材の使用は禁止され、その他にもタイヤの使用本数の制限やメカニックは1台につき4名までなど、徹底したコスト削減策がとられている。このカテゴリーにはマニュファクチャラーの直接参加は認められていないがサポートは許可されており、コストの問題などでWRC参加を躊躇している自動車メーカーが参加しやすいようにされていた。またドライバーには出場制限として年齢の上限が存在し、28歳以上のドライバーは出場できない。そのためドライバーの平均年齢は低く、若手の「WRCへの登竜門」的な存在となっている。
スズキおよびスズキスポーツは、JWRCに参戦するためにHT型スイフト（海外名・イグニス）をベースとした競技車両「イグニス・スーパー1600」を開発。2001年にアジアパシフィックラリー選手権（APRC）に実戦投入し、田嶋伸博/ジュリア・ラベットー組が第5戦のチャイナラリーにおいて、スーパー1600カテゴリーで優勝を果たし、二輪駆動車部門でトップの総合6位という高い成績を残す。そして2001年から始まったJWRCには、2002年から本格に参戦を開始した。
- 2002年
  - 初参戦の第1戦モナコ・モンテカルロでは出場した3台中2台が完走し、うちニコラス・シェレが6位入賞という快挙を果たした。新チームの初戦は「完走すれば良い方」と言われるラリーにおいて、いきなりポイント圏内に入賞するという結果に関係者も驚いたという。またユハ・カンガスは9位であった。第2戦スペインはシェレ8位、カンガス11位。第4戦ドイツはシェレ3位、丹羽和彦9位。第5戦イタリアはシェレ7位、カンガス14位。しかし、第3戦ギリシャと最終戦イギリスでは出場した3台すべてがリタイアし、2002年シーズンのドライバースポイントランキングはシェレの8位が最高であった。
- 2003年
  - スズキは昨年の参戦データを元にマシンを改良。信頼性を高めると共に、206馬力であったエンジンを216馬力に強化する。チームは3台体制から4台体制になり、昨年の「手探り」の走りから一転して「攻め」の走りに入ったイグニスはその実力を発揮し始める。第1戦モンテカルロでウルモ・アーヴァが5位入賞。第2戦トルコでサルバドール・カニェヤスが2位、V-P・テウロネンが4位に入賞。第3戦ギリシャではダニエル・カールソンが2位、カニェヤスが3位、アーヴァが4位入賞。そしてついに第4戦フィンランドでカールソンがスズキと自身にとって悲願の初優勝を果たし、カニェヤス4位、アーヴァも5位に入った。第5戦イタリアではカニェヤスが2位、テウロネン4位。第6戦ではカールソン3位、テウロネン4位、カニェヤス5位、アーヴァ6位と4台すべてが入賞。最終戦イギリスでは再びカールソンが優勝を飾り、テウロネン3位、カニェヤスが4位に入賞する。2003年シーズンはドライバーズチャンピオンこそ逃したものの、カニェヤスがポイントランキング2位に入り、参戦した選手全員がランキング6位以上に入るという好成績を残した。
- 2004年
  - ベースとなるイグニススポーツがホモロゲーション（公認申請）取得後に例外的に認められた10箇所の変更をすべて使い果たし、改良に限界が出てきたため、ベース車輌を兄弟車である5ドアモデルの欧州仕様のイグニス（フロントデザインは初代型シボレー・クルーズとほぼ同一）に変更する。これによりFIAには「別車両で新たに申請した」ことになり、中身はほぼ前年と同一のマシンであるが新たに改良をすることが可能となった。チームは昨年の勢いをさらに増し、第1戦モンテカルロ2位、第2戦ギリシャ優勝、第3戦トルコ優勝、第4戦フィンランド優勝、第5戦イギリス優勝、第6戦イタリア優勝、第7戦スペイン2位と猛威を振るった。中でも第3戦トルコと第6戦イタリアでは表彰台をスズキ勢が独占するという強さで[注釈 6]、もはやイグニス同士で競い合っているような状態であった。この年のイグニスは、そのあまりの強さと速さから「Yellow Bullet（黄色い弾丸）」[注釈 7]と呼ばれた。2004年シーズンのドライバーズチャンピオンはパー・ガンナー・アンダーソン。JWRC参戦から3年で、スズキ初のJWRCドライバーズチャンピオンが誕生した。
- 2005年
  - それまで実戦で培ってきた経験や実績を元に、新たに開発されたZC11S系スイフトがベースの「スイフト・スーパー1600」を後半戦に試験的に導入。先代のイグニスと交替しながら戦うという、スズキにとって実験的なシーズンとなる。第1戦モンテカルロ2位、第2戦メキシコ優勝、第3戦イタリア2位、第4戦ギリシャ優勝、第5戦フィンランド2位、第6戦ドイツ3位、第7戦フランス3位、第8戦スペイン2位という成績であった。この年はダニ・ソルド（シトロエン・C2）がドライバーズチャンピオンを獲得し、スズキ勢のランキング最上位はガイ・ウィルクスの2位であった。またこの年のWRC第11戦・ラリージャパンにA6クラスでスイフト・スーパー1600が参戦、クラス1位、総合でも19位という成績を収めた。翌2006年からはスイフトに全面的にシフトしたため、イグニスのJWRC参戦は2005年をもって終了した。

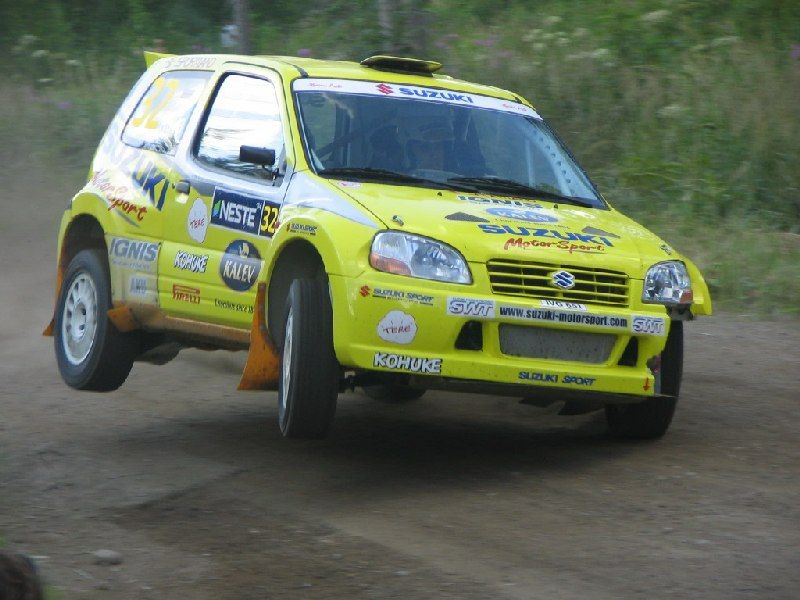
ウルモ・アーヴァ車 2004年ラリーフィンランド
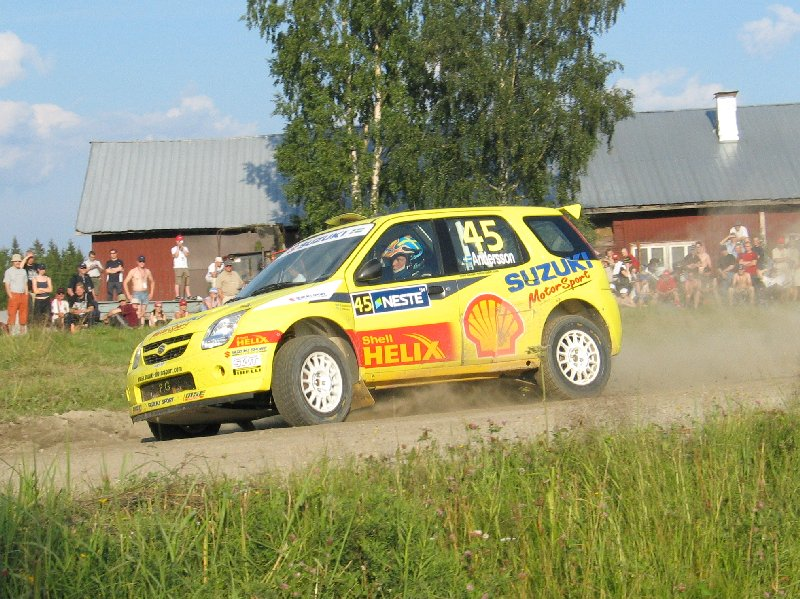
パー・ガンナー・アンダーソン車 2004年ラリーフィンランド
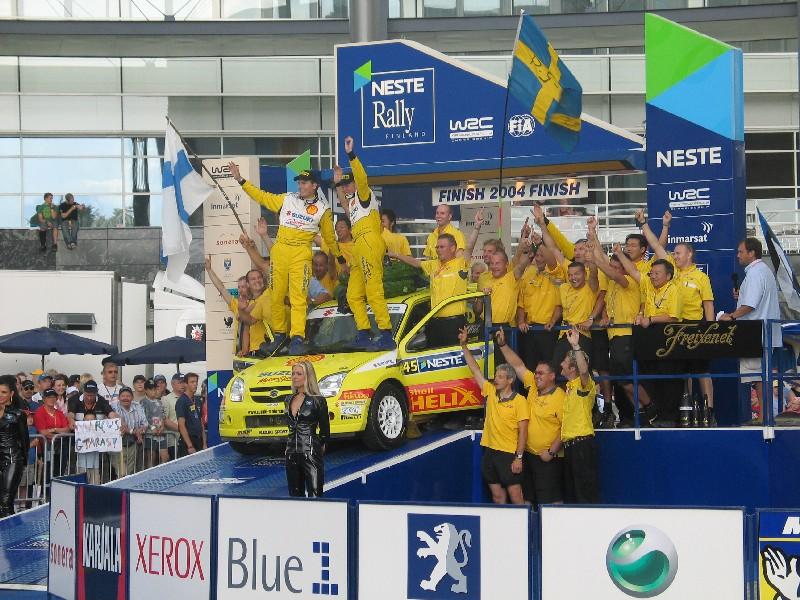
2004年ラリーフィンランドで優勝したパー・ガンナー・アンダーソン
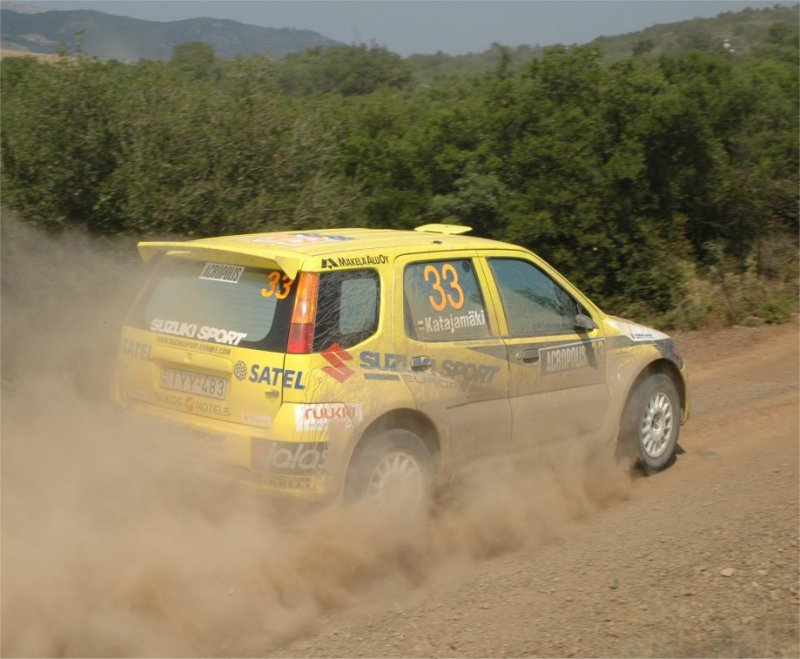
コスティ・カタヤマキ車 2005年アクロポリスラリー（ギリシャ）